# Grunajki
Grunajki (deutsch Gruneyken, 1938 bis 1945 Gruneiken) ist ein Dorf in der polnischen Woiwodschaft Ermland-Masuren und gehört zur Landgemeinde Banie Mazurskie (Benkheim) im Powiat Gołdapski (Kreis Goldap).

## Geographische Lage
Grunajki liegt am Nordufer der Goldap (polnisch Gołdapa) im Nordosten der Woiwodschaft Ermland-Masuren. Bis zur früheren und heute in der russischen Oblast Kaliningrad (Gebiet Königsberg (Preußen)) liegenden Kreisstadt Darkehmen (1938 bis 1946: Angerapp, russisch Osjorsk) sind es 21, bis zur heutigen Kreismetropole Gołdap (Goldap) 14 Kilometer.

## Geschichte
In der Geschichte des Dorfes begegnen unterschiedliche Namensformen: Grüneycken (nach 1745), Grüneicke (nach 1818), Groneyken (nach 1871) und Gruneyken (bis 1938). Zwischen 1874 und 1945 war es dem Amtsbezirk Rogahlen zugeordnet, der – 1939 in „Amtsbezirk Gahlen“ umbenannt – zum Kreis Darkehmen (1939 bis 1945 „Kreis Angerapp“ genannt) – im Regierungsbezirk Gumbinnen der preußischen Provinz Ostpreußen gehörte.
50 Einwohner waren im Jahre 1910 in Gruneyken gemeldet. Ihre Zahl stieg bis 1933 auf 87 und belief sich 1939 noch auf 78.
Am 30. September 1928 vergrößerte sich die Landgemeinde Gruneyken um den Gutsbezirk Hohenbrück (polnisch Skup), der eingemeindet wurde. Am 3. Juni (amtlich bestätigt am 16. Juli) des Jahres 1938 änderte sich die Schreibweise des Ortsnamens auf „Gruneiken“.
In Kriegsfolge kam das Dorf 1945 mit dem gesamten Ostpreußen zu Polen und erhielt nun die polnische Namensform „Grunajki“. Der Ort ist heute eine Ortschaft im Verbund der Landgemeinde Banie Mazurskie im Powiat Gołdapski, bis 1998 der Woiwodschaft Suwałki, seither der Woiwodschaft Ermland-Masuren zugehörig.

## Religionen
Vor 1945 war Gruneyken mit seiner überwiegend evangelischen Bevölkerung in das Kirchspiel der Kirche in Benkheim (polnisch Banie Mazurskie) eingepfarrt und gehörte zum Kirchenkreis Goldap in der Kirchenprovinz Ostpreußen der Kirche der Altpreußischen Union. Die Zahl der evangelischen Kirchenglieder im heutigen Grunajken ist nach Flucht und Vertreibung gesunken. Sie sind jetzt Teil der Kirchengemeinde in Gołdap, einer Filialgemeinde der Pfarrei in Suwałki in der Diözese Masuren der Evangelisch-Augsburgischen Kirche in Polen.
Der katholische Bevölkerungsanteil Gruneykens war vor 1945 nach Darkehmen (1938 bis 1945: Angerapp, russisch: Osjorsk) hin orientiert, dessen Pfarrgemeinde zum Bistum Ermland gehörte. Heute ist Grunajki Teil der neu errichteten Pfarrei in Banie Mazurskie im Dekanat Gołdap (Goldap) im Bistum Ełk der Katholischen Kirche in Polen.

## Verkehr
Grunajki ist zu erreichen auf einer Nebenstraße, die zwischen Surminy (Surminnen) und Boćwinka (Alt Bodschwingken, 1938 bis 1945 Alt Herandstal) von der polnischen Woiwodschaftsstraße 650 (einstige deutsche Reichsstraße 136) abzweigt und über Rożyńsk Mały (Klein Rosinsmko, 1938 bis 1945 Bergershof) und Jany (Groß Jahnen) nach Rogale (Rogahlen, 1938 bis 1945 Gahlen) führt.
Eine Bahnanbindung besteht für Grunajki nicht mehr. Bis 1945 war Boćwinka (Bodschwingken, 1938 bis 1945 Herandstal) die nächste Bahnstation an der Bahnstrecke Angerburg–Goldap, die nicht mehr betrieben wird.